# Ciudad de Argún
Argún también conocida por su nombre chino de Erguna (en chino:额尔古纳市, en pinyin: É'ěrgǔnà Shì; en mongol:  Эргүн Ergün) es una ciudad-subprefectura bajo la administración directa de la ciudad-prefectura de Hulun Buir en la Región Autónoma de Mongolia Interior, República Popular China. La ciudad yace en la zona de valle de los montes Gran Khingan y es bañada por el río Argún, del que toma su nombre. Su área es de 28 400 km², y su población total para 2010 es de 85 162 habitantes.

## Administración
La ciudad de Argún se divide en 8 pueblos que se administran en 2 subdistritos, 2 villas étnicas y 3 poblados.
- Subdistritos: Lābù dálín y shàng kùlì.
- Villas étnicas: Sānhé huíz y Enhé èluósī.
- Poblados:Hēishān tóu, Mòěr dàogā y Enhé hādá.